# Hans Milch
Hans Milch (eigentlich Johannes Philipp Milch; * 17. März 1924 in Wiesbaden; † 8. August 1987 ebenda) war ein deutscher Priester, Vertreter des katholischen Traditionalismus und Gründer der Erzbischof Marcel Lefebvre nahestehenden Actio spes unica, die maßgebliche Standpunkte und Reformen des Zweiten Vatikanischen Konzils als mit dem katholischen Glauben unvereinbar erachtet.

## Leben
Milch wurde 1924 als jüngstes von drei Kindern einer protestantischen Familie geboren. Sein Vater war Rechtsanwalt und Notar in Wiesbaden, seine Mutter stammte aus dem Raum Koblenz. Nach dem Besuch des humanistischen Gutenberg-Gymnasiums in seiner Heimatstadt legte Hans Milch dort die Abiturprüfung ab, wurde 1942 zum Militärdienst eingezogen und im Zweiten Weltkrieg in Italien eingesetzt. Von März 1945 bis November 1946 war er in amerikanischer Kriegsgefangenschaft in Frankreich, wo er einen Priester kennen lernte, mit dem er intensive theologische Gespräche führte. Am 17. April 1946 konvertierte Milch zur römisch-katholischen Kirche.
1947 nahm er das Studium der Philosophie und Theologie an der Jesuitenhochschule St. Georgen in Frankfurt am Main auf. Die Priesterweihe empfing er am 8. März 1953 im Dom zu Limburg; seine Primiz feierte er in der Hauptkirche seiner Heimatpfarrei Maria-Hilf in Wiesbaden. Zunächst wirkte er als Kaplan in Lorch am Rhein, ab 1954 in Rennerod im Westerwald und schließlich ab 1957 im Dom zu Frankfurt am Main. Am 6. Januar 1962 wurde er in das Amt als Pfarrer von Hattersheim am Main eingeführt, das er bis zu seiner Suspendierung am 18. Oktober 1979 innehatte. Anfang April 1962 wurde er ehrenhalber in die katholische Studentenverbindung Greiffenstein-Breslau zu Frankfurt am Main im CV aufgenommen.

### Gründung derActio spes unica
Milch war 1969 der in Steinbach (Taunus), später Regensburg, ansässigen Bewegung für Papst und Kirche beigetreten und hatte den Vorsitz dieser Gruppe übernommen, die im Jahr zuvor auf Initiative des Regensburger Bischofs Rudolf Graber unter anderem von Walter Hoeres, dem Mannheimer Oberstudienrat Fritz Feuling (1918–1976) und dem Pallottinerpater Gerhard Hermes, dem späteren Chefredakteur der Zeitschrift Der Fels, sowie dessen Mitarbeiter Heinz Froitzheim (1927–2014) aufgebaut worden war, um den innerkirchlichen Umbrüchen infolge des Zweiten Vatikanischen Konzils zu begegnen und den von ihnen befürchteten Einbruch der „68er-Kulturrevolution“ in die Kirche zu bekämpfen. Ende der 1960er Jahre war Milch der Ansicht, das Zweite Vatikanische Konzil habe „gültige Texte“ verabschiedet, die von so genannten „Modernisten“ absichtlich falsch verstanden und missbraucht würden. Diese Sichtweise blieb weitgehend auf einige Kleingruppen im Umkreis Milchs und anderer sehr konservativer Katholiken beschränkt, die die Konsequenzen des Konzils ablehnten.
In dem Glauben, Gott für die durch den Einbruch des „Modernismus“ in die römisch-katholische Kirche zugefügten Beleidigungen stellvertretend Sühne leisten zu müssen, gründete Milch im Jahre 1972 die Gebets- und Sühnegemeinschaft Spes unica, deren Mitglieder sich durch ein Gelübde verpflichteten, täglich für die Rettung der Kirche zu beten, ein Gebet zum Erzengel Michael zu verrichten und jeden Freitag zu fasten. Bereits nach zwei Jahren öffnete Hans Milch die Spes unica auch für Menschen, die der Gemeinschaft angehören wollten, ohne sich durch ein Gelübde zu verpflichten. Im selben Jahr, 1974, nahm er Kontakt mit der 1970 in Ecône von Erzbischof Marcel Lefebvre gegründeten Priesterbruderschaft St. Pius X. auf und trat für die Ausweitung ihrer Aktivitäten auf Deutschland ein.
Ab Mitte der 1970er Jahre radikalisierte Milch seine Äußerungen zunehmend und betonte unter anderem, das Konzil sei gegenüber der „progressistischen Katastrophe kein unschuldiges Neutrum“, wie er in einem Rundbrief vom März 1977 an die Spes-unica-Mitglieder schrieb. Vielmehr bestehe zwischen dem Niedergang des „Erscheinungsbildes der Kirche“ und den Beschlüssen des Zweiten Vatikanischen Konzils ein enger Zusammenhang. In einem Rundbrief vom 21. Oktober 1976 richtete er eine Umfrage an die Mitglieder der Bewegung für Papst und Kirche, um herauszufinden, wie viele von ihnen diese Überzeugung teilten. Nachdem rund 60 Prozent ihre Zustimmung äußerten, vereinigte Hans Milch am 8. Februar 1977 die beiden Gruppen zur Actio spes unica.

### Suspendierung und Tod
Milchs fortgesetzte öffentliche Kritik an den Bischöfen und die immer stärkere Annäherung an den 1976 suspendierten französischen Erzbischof Lefebvre führten dazu, dass ab Ende 1978 der Konflikt mit dem damaligen Diözesanbischof von Limburg, Wilhelm Kempf, eskalierte. Nachdem Milch die Positionen Lefebvres in einem Rundbrief vom 22. Juli 1979 vorbehaltlos unterstützt hatte, suspendierte Bischof Kempf Pfarrer Milch am 18. Oktober 1979.
Nach seiner Amtsenthebung gründete er mit Anhängern aus seiner ehemaligen Pfarrei in Hattersheim an einer neu errichteten Kapelle 1982 die Gegengemeinde St. Athanasius und wirkte später in Mainz und Wiesbaden. Am 5. Dezember 1981 wurde der Grundstein für die St.-Athanasius-Kapelle in Hattersheim gelegt, die zum geistlichen Zentrum der Aktivitäten Milchs und seiner Organisationen wurde. Die Kapelle wurde am 24. Oktober 1982 von Erzbischof Lefebvre geweiht.
Am 8. August 1987 wurde Hans Milch im Alter von 63 Jahren in seiner Wiesbadener Wohnung von einem geistig verwirrten 31-Jährigen, den er seelsorgerisch betreut hatte, mit Messerstichen und einem Holzpfahl getötet. Die sterblichen Überreste von Pfarrer Milch wurden am 17. August im Beisein von über 1000 Beerdigungsgästen auf dem Wiesbadener Nordfriedhof beigesetzt.

## Rezeption
Nach dem Tode Milchs im Jahre 1987 ging die Betreuung der Athanasiusgemeinde an die Priesterbruderschaft St. Pius X. über. Die Actio spes unica bemühte sich, das Werk ihres Gründers fortzuführen.
Der Generalvikar von Limburg, Raban Tilmann, schrieb in einem Nachruf: „Mit Trauer nimmt das Presbyterium des Bistums Abschied von seinem Mitbruder, mit dem eine Verständigung nicht mehr möglich war.“
Von Milch beeinflusst wurde der Musiker Josef Maria Klumb, der in Musikalben der rechtsgerichteten Neofolk-Band Von Thronstahl Versatzstücke aus Predigten Milchs verwendete und dessen Pathos in der rechtsextremen Szene bekannt machte. Klumb selbst hatte sich nach Seelsorgegesprächen mit Milch dem traditionalistischen Katholizismus zugewandt und bewunderte die militant modernitätskritische Haltung Milchs.
Im Jahr 2005 gab die Actio spes unica das von dem Milch-Vertrauten Wolfgang Schüler verfasste Buch Pfarrer Hans Milch – Eine große Stimme des katholischen Glaubens heraus. Darin schildert der Autor Leben und Wirken Milchs sowie der Actio spes unica vor dem Hintergrund des Zweiten Vatikanischen Konzils. 